# Hendrik de Sandra Veldtman
Hendrik de Sandra Veldtman, ook bekend als De Sandra Veldtman van Slochteren, (Groningen, gedoopt 29 juni 1756 - 9 januari 1816) was een van de bewoners van de Fraeylemaborg te Slochteren (vanaf 1781).
De Sandra Veldtman, zoon van Assuerus Joan Veldtman en Etta Catharina Emmen, bekleedde diverse functies op provinciaal en landelijk niveau. Zo was hij vanaf 7 maart 1795 gedeputeerde namens Groningen voor de Staten-Generaal van de Nederlanden en van 4 juni 1802 tot 1 augustus 1805 lid van het departementaal bestuur van stad en landen van Groningen (zie Stad en Lande). Van 1808 tot 1810 was hij burgemeester van de nieuwe gemeente Slochteren. Van 19 september 1814 tot 1816 had hij zitting in de Provinciale Staten van Groningen namens de landelijke stand.
De Sandra Veldtman was in Groningen een actief lid van de loge L'Union Provinciale, een uit 1772 stammende vrijmetselaarsloge. Van hem wordt gezegd dat hij sterk door de maçonnieke symboliek werd aangesproken. Naast vrijmetselaar was De Sandra Veldtman lid van de Oeconomische Tak.
De Sandra Veldtman is tweemaal gehuwd geweest: in 1776 trouwde hij met Johanna Catharina Aleida van Rehden en in 1786 met Adelgunda Christina Wolthers. Uit het eerste huwelijk werd een zoon, en uit het tweede een dochter geboren.